# Ashigaru

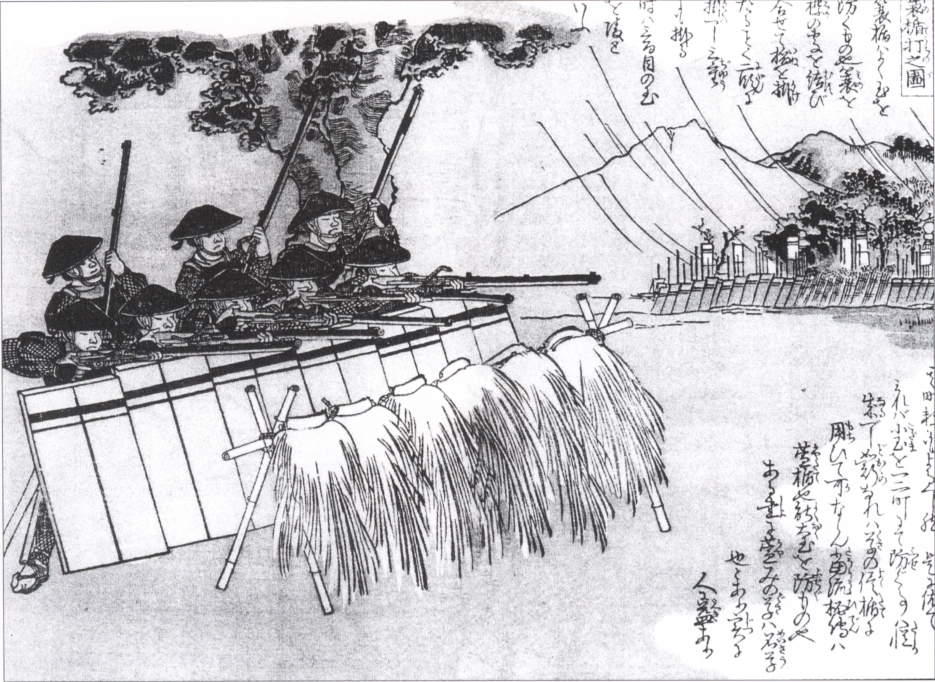
Ashigaru se protégeant derrière des boucliers.

Le mot ashigaru (足軽) signifie "pieds légers" ou bien encore "pieds peu importants". Ce sont les unités d'infanterie de base du Japon médiéval, principalement constituées de paysans coiffés du jingasa. Leur nom provient du peu d'armure dont ils disposaient, leur offrant une certaine mobilité mais peu de protection.
L'arme de l'ashigaru était théoriquement le naginata (vouges) mais, avec le temps, leur armement a été de plus en plus constitué de yari (lances) pour finalement être remplacé par les arquebuses tanegashima ou teppo. Ils constituaient la majeure partie des troupes d'une armée et la presque totalité des troupes à pied.
Au départ, de simples paysans armés de manière désordonnée, ils devinrent de vraies troupes d'infanterie, armées de mousquets après l'apparition de ceux-ci au XVIe siècle. Ils étaient redoutables en groupe. Le rôle qu'ils ont joué dans la victoire d'Oda Nobunaga sur la cavalerie Takeda à la bataille de Nagashino reste célèbre.

## Origine
Des tentatives sont faites au Japon par l'empereur Tenmu (673-686) pour avoir une armée nationale, composée de conscrits mais aucune n'aboutit et le Japon au Xe siècle repose plutôt sur les propriétaires fonciers individuels qui fournissent des hommes pour les conflits et les guerres. Ces propriétaires fonciers possesseurs de chevaux sont à l'origine de la classe des samouraïs et les hommes qui travaillent la terre pour les seigneurs deviennent des fantassins ordinaires en temps de guerre.
Ces fantassins peuvent avoir des liens anciens de loyauté envers les propriétaires fonciers qui remontent à plusieurs générations.
Les samouraïs propriétaires fonciers ainsi que les paysans fantassins prennent part à de nombreuses guerres et conflits, y compris les invasions mongoles du Japon en 1274 et 1281. L'état de guerre permanent entre 1300 et 1500 nécessite à certains moments l'embauche de fantassins sans loyauté particulière. Payés uniquement en butin, ces mercenaires ne sont pas bien formés et ne sont pas toujours fiables lors des batailles. Néanmoins, ces fantassins errants finissent par devenir les ashigaru.

## Armes et armures

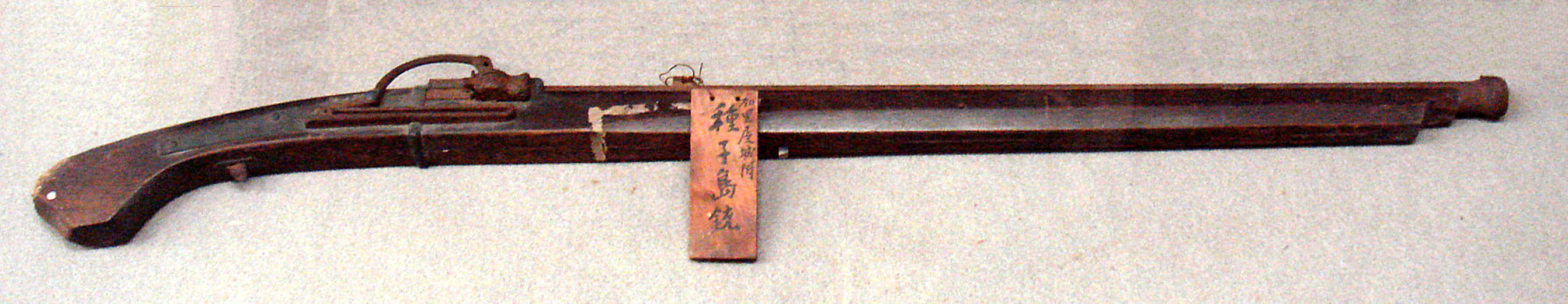
Tanegashima non décoré, du type employé par les ashigaru.

Les ashigaru sont habituellement armés de naginata, yari, yumi et sabres. L'armure des ashigaru varie en fonction de la période[Laquelle ?], de l'absence d'armure à l'armure lourde et peut consister en chapeaux coniques appelés jingasa, faits de cuir ou de fer trempé et laqué, en armure de torse (dou ou dō), casques (kabuto), capuchons blindés (tatami de Zukin), manches blindées (kote), protection des tibias (suneate) et protection des cuisses (haidate). 
Les guerres de l'époque Sengoku (XVe et XVIe siècles) demandent que de grandes quantités d'armure soient produites pour les armées toujours croissantes d'ashigaru. Les munitions de simple qualité (okashi ou prêté), les armures de torse (dou ou dō) et les casques (kabuto) sont produits en masse, y compris des protections tatami, pliables ou rétractables. Les armures tatami sont fabriquées à partir de petites plaques de blindage rectangulaires (karuta) ou hexagonales (kikko), généralement reliées entre elles par une chaîne d'armure (kusari) et cousues à un support en toile. Au XVIe siècle, les ashigaru sont également armés de platines à mèche, de type tanegashima,. Des petites bannières appelées sashimono peuvent être portées sur le dos pendant la bataille afin de les identifier.

## Service à la guerre

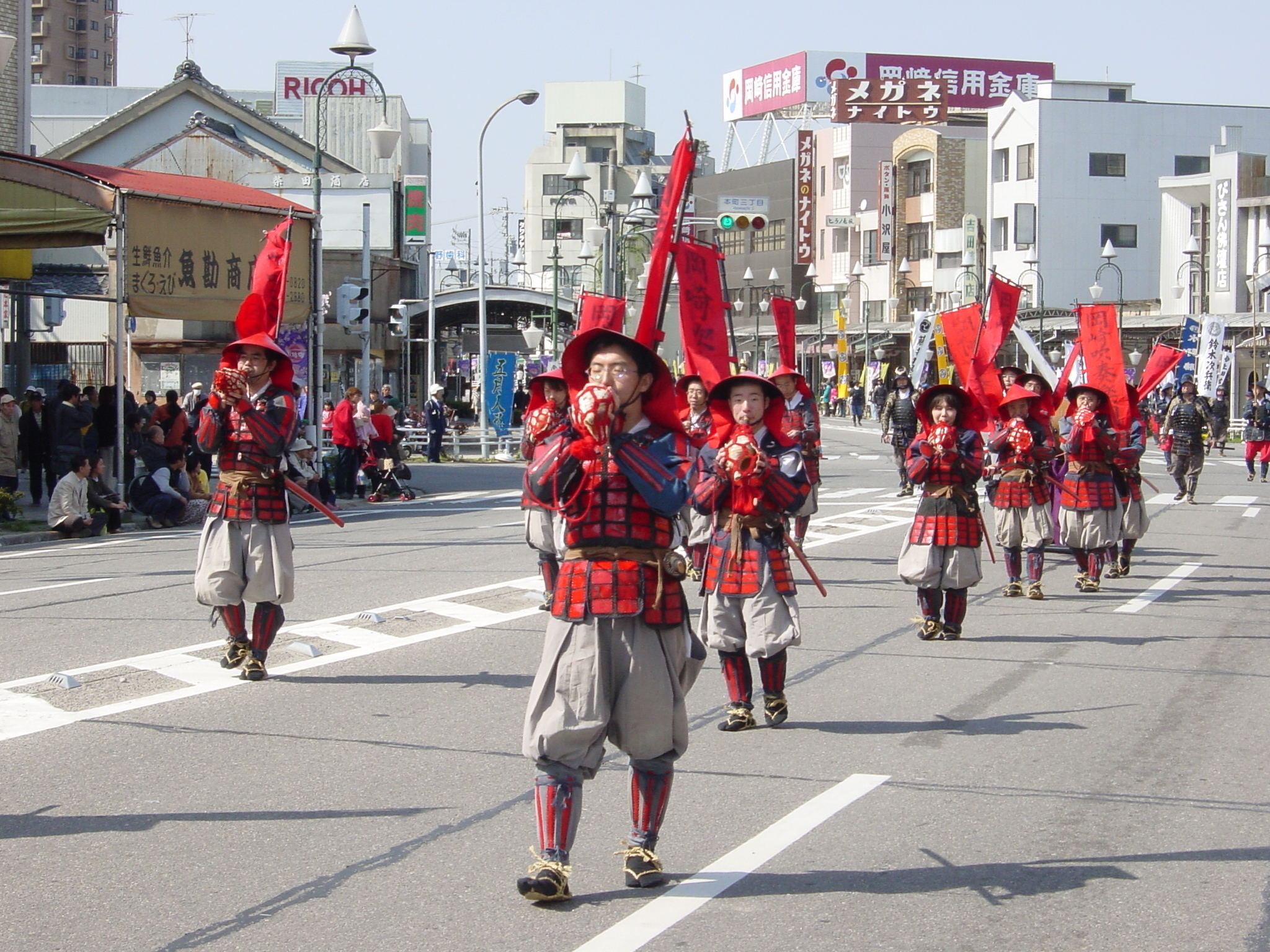
Participants à une reconstitution historique représentant une marche ashigaru lors d'une parade Ieyasu en souvenir de la bataille de Sekigahara.

Lors de la guerre d'Ōnin, les ashigaru acquièrent une réputation de troupes indisciplinées quand ils pillent et incendient Miyako (moderne Kyoto). Au cours de l'époque Sengoku qui suit, l'aspect de la bataille change des luttes d'homme à homme des samouraïs aux groupes de combat des ashigaru. Ceux-ci deviennent par conséquent la principale force des batailles et certains d'entre eux accèdent à un plus haut grade. Ceux qui reçoivent le commandement des ashigaru sont appelés ashigarugashira (足軽頭). Le plus célèbre d'entre eux est Toyotomi Hideyoshi, qui élève également beaucoup de ses disciples guerriers au statut de samouraïs. Yamauchi Kazutoyo est l'un de ces samouraïs et plus tard daimyo, issu des rangs des ashigaru.

## Nouvelles armes et nouvelles tactiques

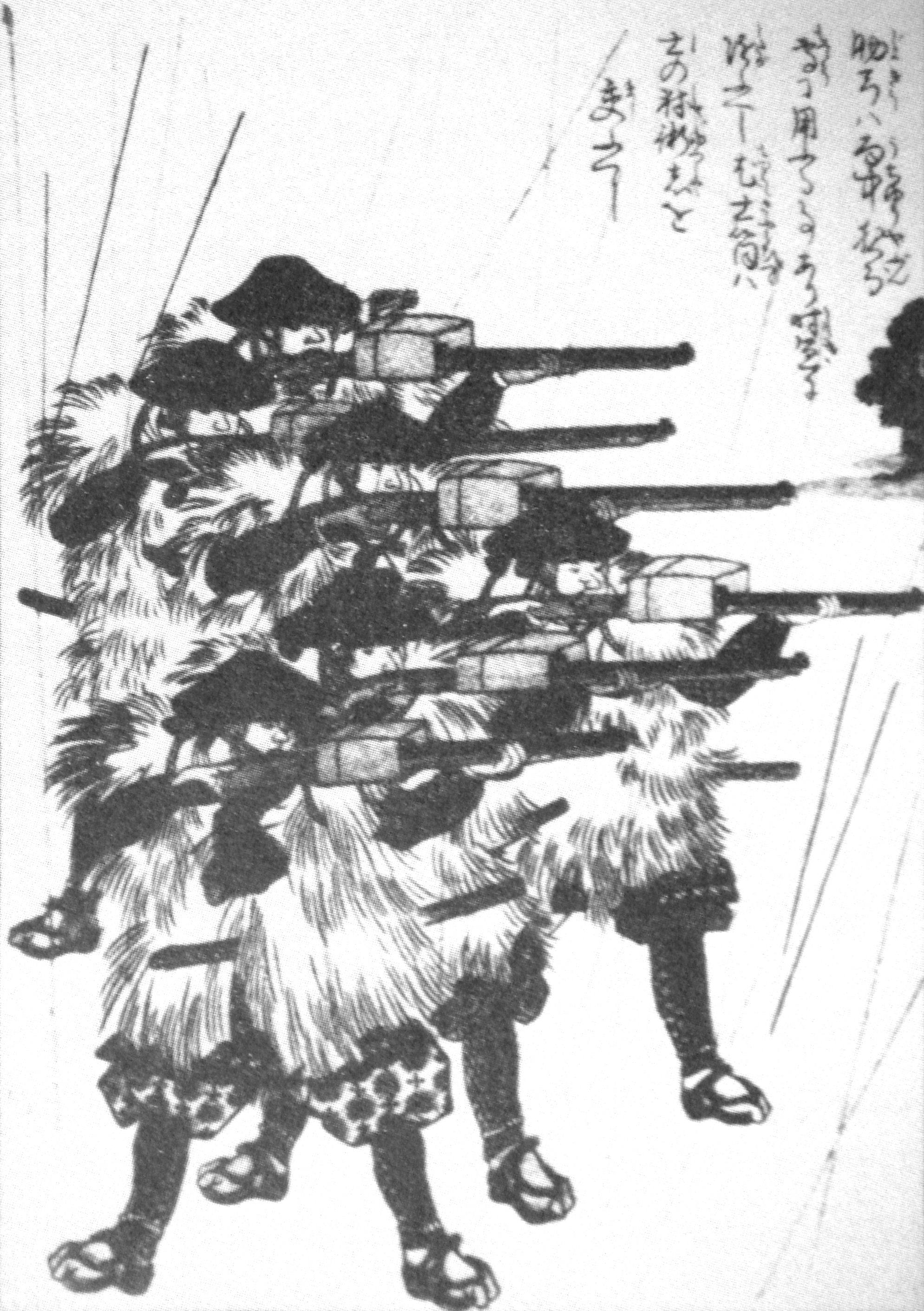
Estampe de l'époque d'Edo d'ashigaru portant des mino (capes) et des jingasa sous la pluie, tout en faisant feu avec leurs tanegashima (fusils à mèche japonais).

Les ashigaru forment l'épine dorsale des armées de samouraïs dans les périodes ultérieures. Le vrai changement pour les ashigaru commence en 1543 avec l'introduction par les Portugais des armes à feu à mèche. Les daimyos commencent presque immédiatement à équiper leurs ashigaru avec la nouvelle arme, qui nécessite peu de formation pour être utilisée de façon efficace, par rapport aux yumi (arcs japonais) qui demandent de nombreuses années d'apprentissage. Alors que les combats deviennent plus complexes et les forces plus grandes, les ashigaru sont formés rigoureusement afin qu'ils tiennent leurs rangs face au feu de l'ennemi.
L'avantage de la nouvelle et puissante arme s'avère décisif dans les guerres de samouraïs. Ceci est démontré à la bataille de Nagashino en 1575 où des ashigaru soigneusement positionnés avec des tanegashima (fusils à mèche japonais) contrecarrent les charges de cavalerie lourde répétées des Takeda contre les lignes défensives du clan Oda et cassent la dynamique de la machine de guerre Takeda.
Après la bataille, le rôle des ashigarus dans les armées est fixé comme un complément très puissant pour les samouraïs. L'avantage est utilisé dans les deux invasions de Corée en 1592 et 1597 contre les Coréens et plus tard les Chinois. Alors que le rapport des armes à feu (fusils à mèche) et des arcs est de 2/1 lors de la première invasion, ce rapport est de 4/1 à la deuxième invasion. Il a donc été avéré que ces armes sont très efficaces.

## Arrêt de la conscription
À la suite de la création du shogunat Tokugawa, la conscription des ashigaru tombe en désuétude. Comme le changement des ashigaru en soldats professionnels apparaît après Oda Nobunaga, les ashigaru se distinguent progressivement des agriculteurs. Au début de l'époque d'Edo, la position des ashigaru est fixée et l'utilisation des conscrits est abandonnée pour plus de deux cents ans au Japon. Les ashigaru sont considérés comme faisant partie de la classe des samouraïs dans certains han (domaines) et pas dans d'autres[Lesquels ?].

### Galerie

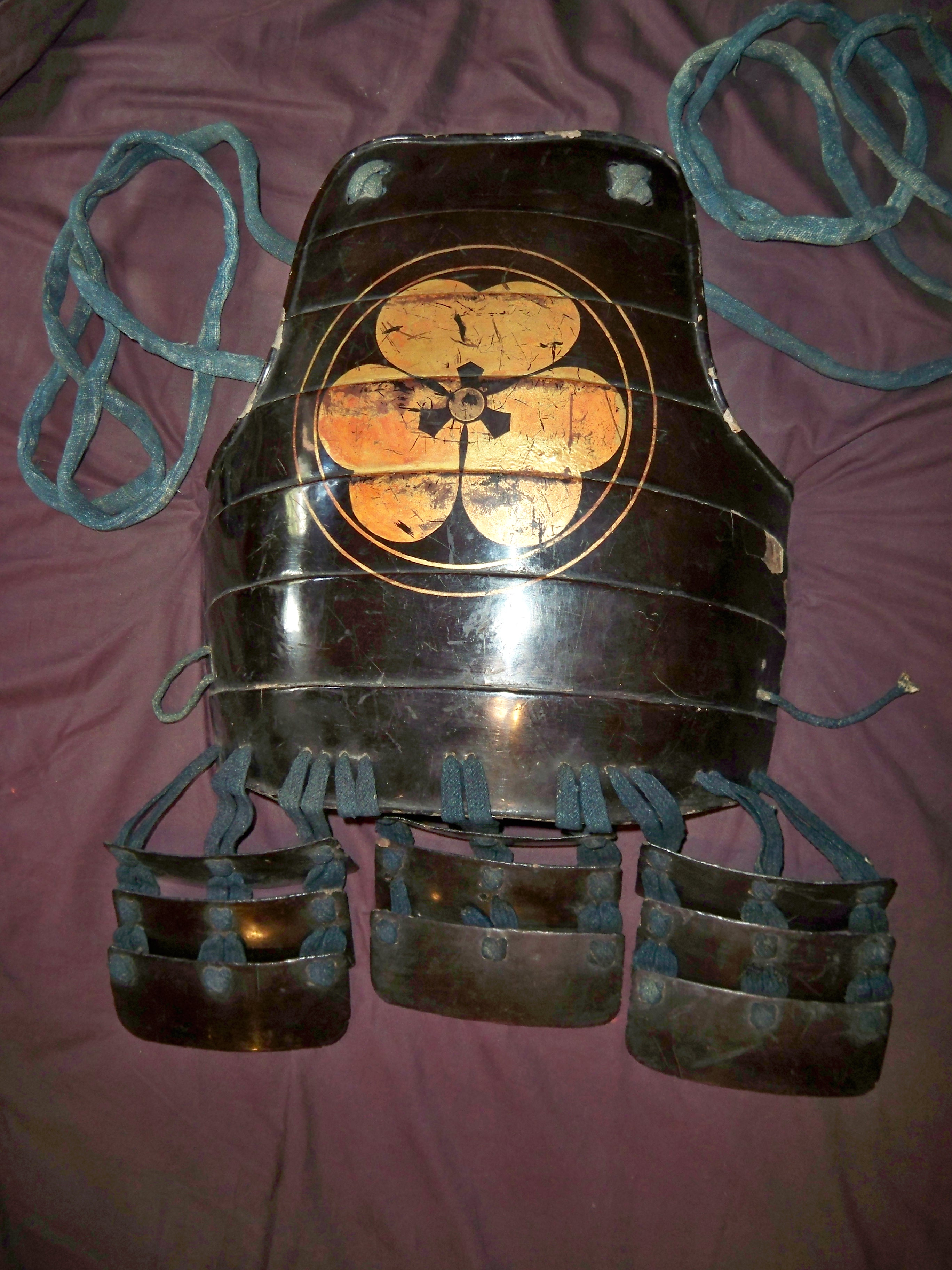
Hara-ate dou, pièce d'armure du torse de l'époque d'Edo, en plaques de fer laqué avec retour de sangle en tissu, portée par les fantassins ashigaru.
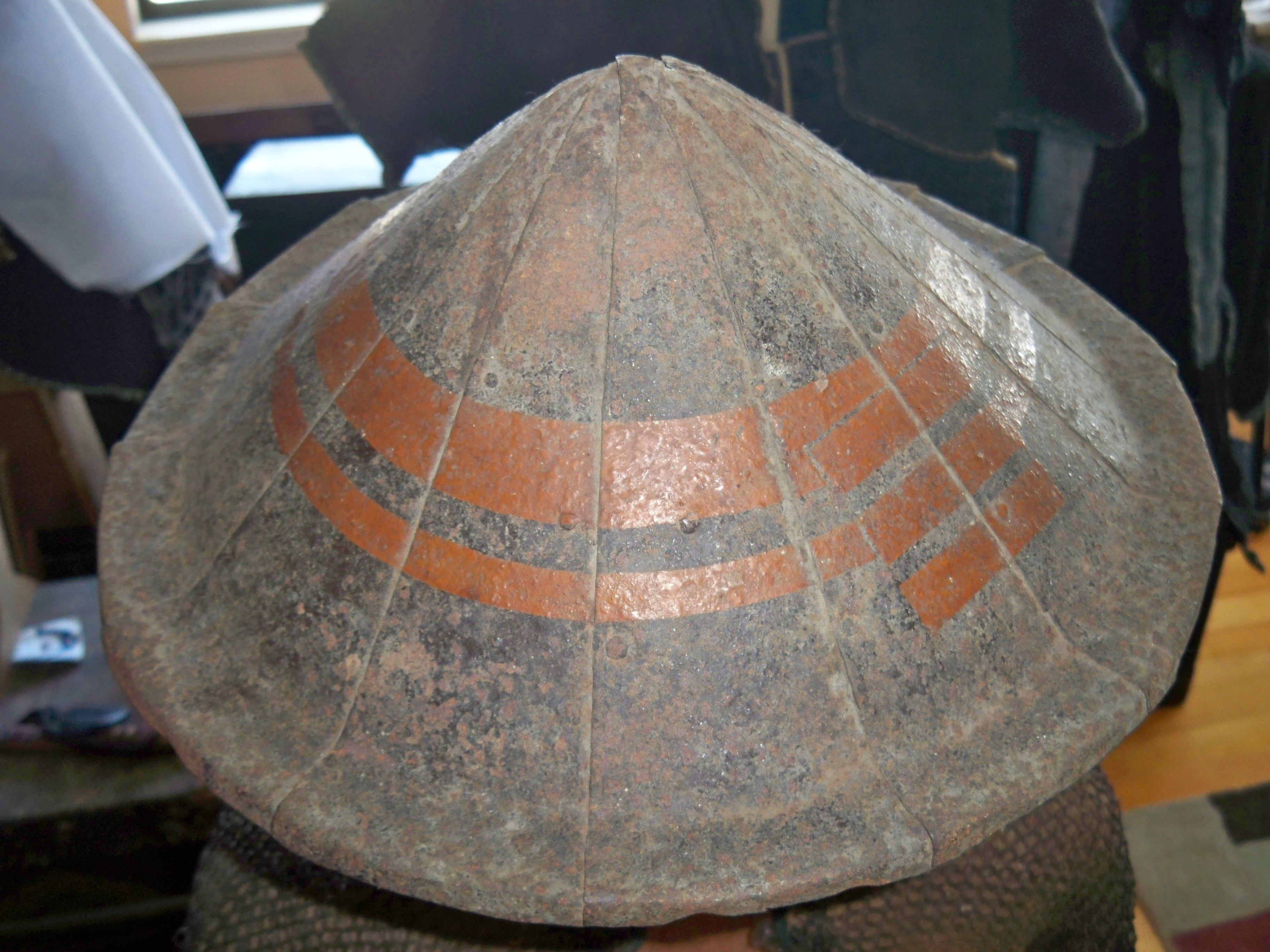
Jingasa, chapeau de fer de l'époque d'Edo porté par les fantassins ashigaru.
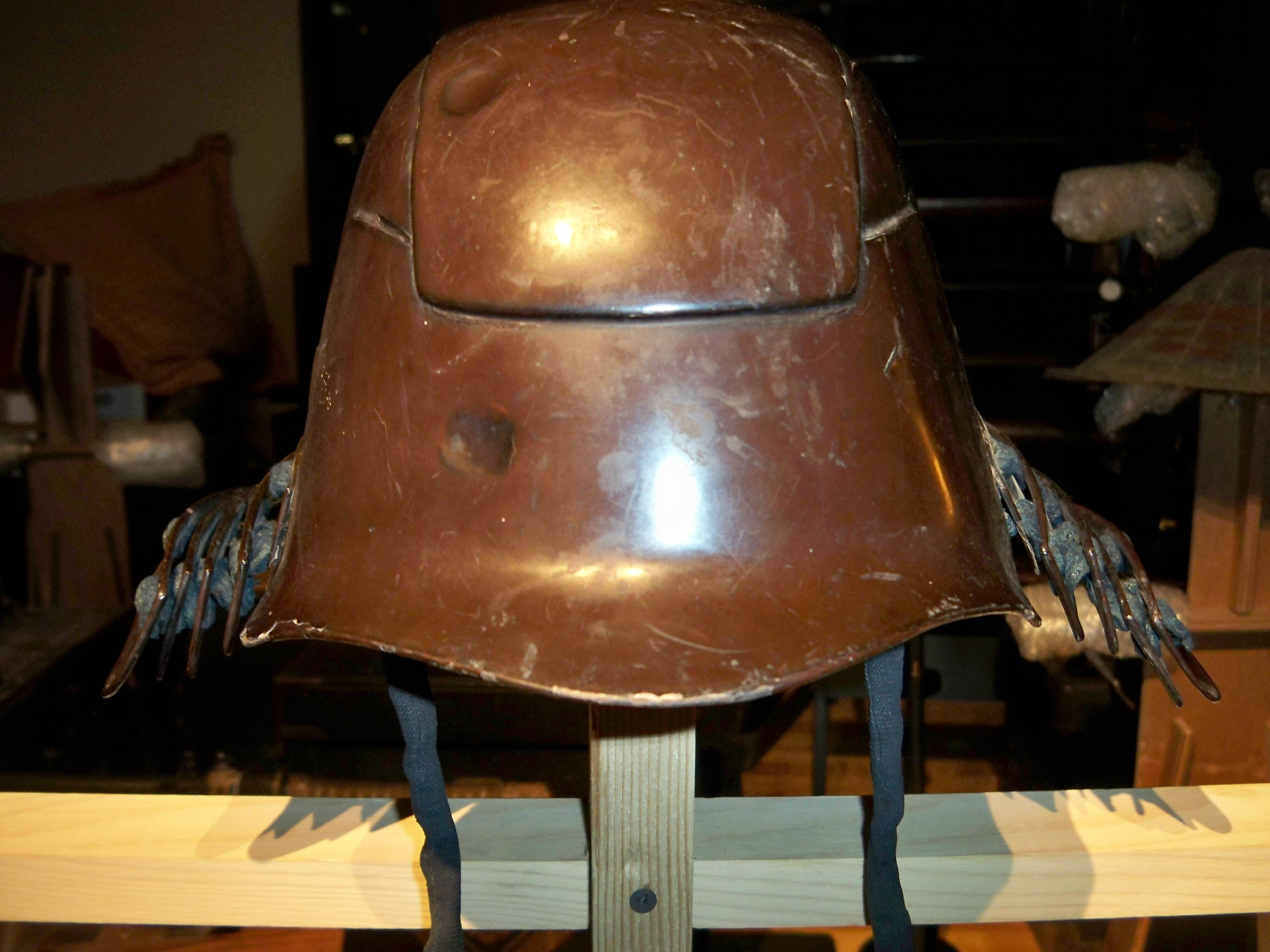
Kabuto du style zunari, casque de fer japonais de l'époque d'Edo, simple et sans support de crête avant, utilisé par les fantassins ashigaru.
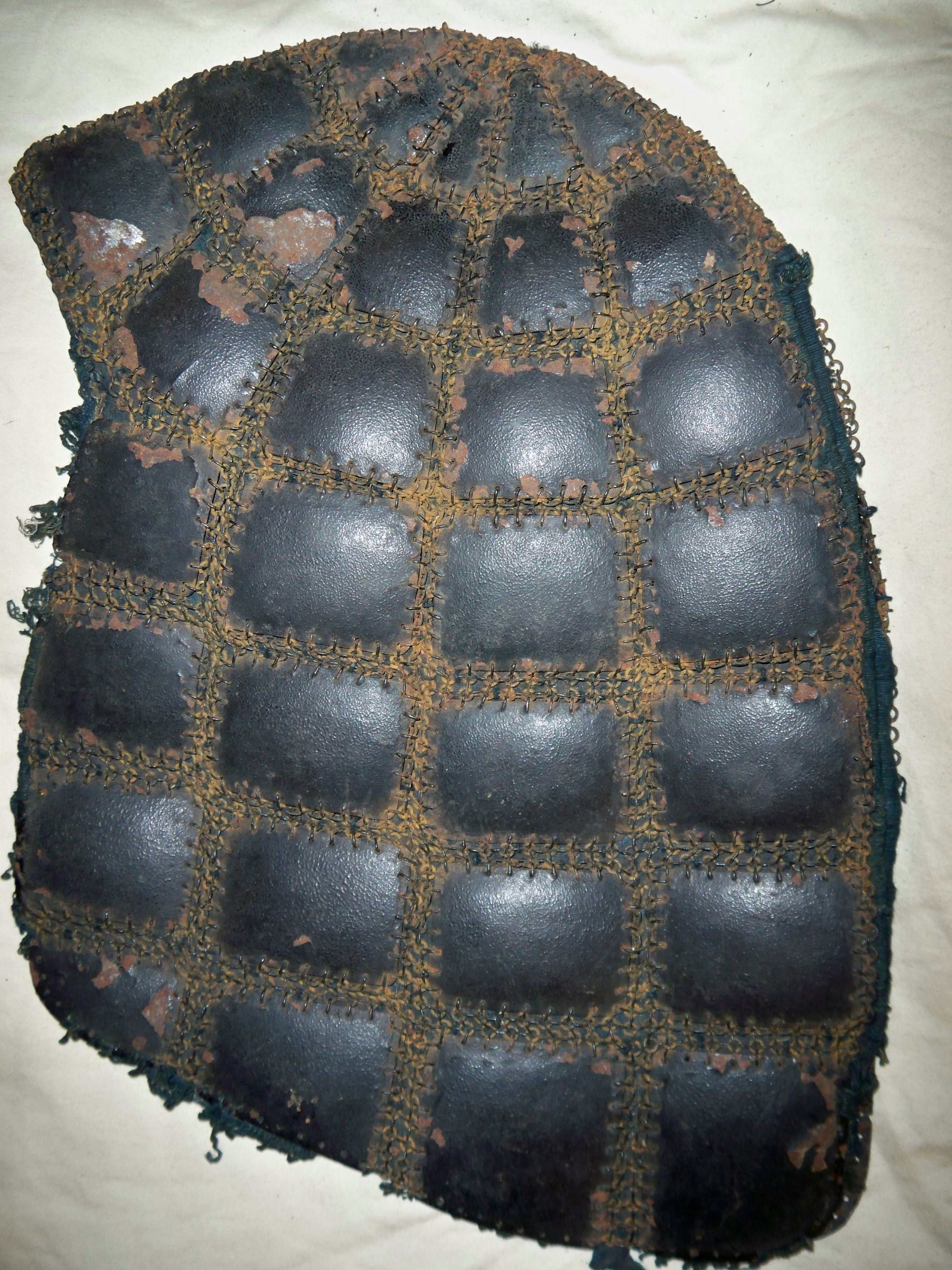
Karuta zukin de l'époque d'Edo, type d'armure portée par les ashigaru.
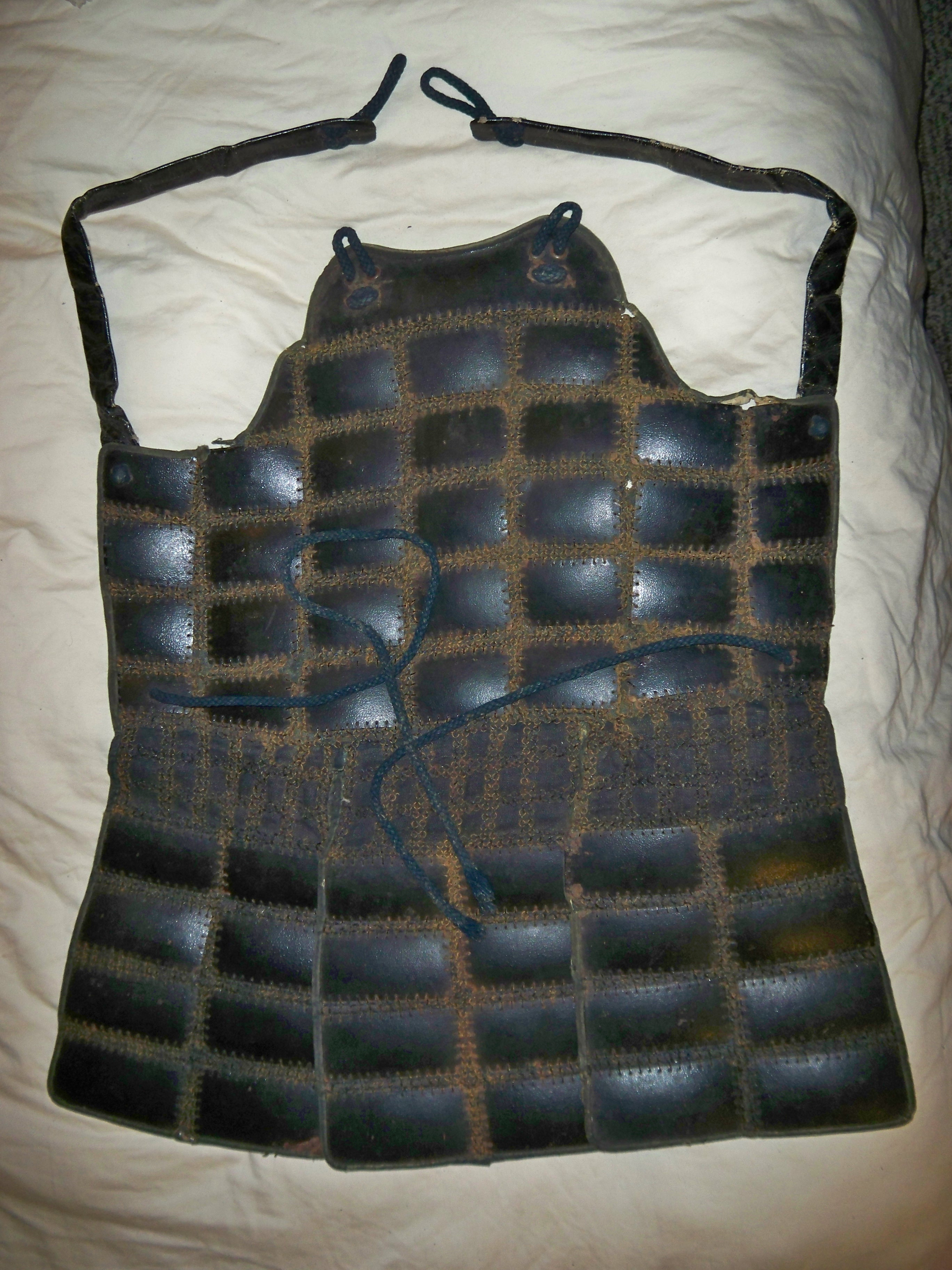
Karuta tatami dou de l'époque d'Edo du style hara-ate, type d'armure portée par les ashigaru.